# ひとりじゃないこと
『ひとりじゃないこと』（ひとりじゃないこと）は、春瀬サクによる日本の漫画作品。『なかよしラブリー』（講談社）2007年春の号、初夏の号、夏の号、秋の号に連載されていた。

## あらすじ
新学期を迎えた麻丘燕は学校が好きな中学2年生。なぜか、欠員の出た生徒会役員に任命された。とはいえまずは体験ということで新入生歓迎会の用意を手伝うことに。明るく友達も多いから適役ということで任命されたとはいえ、その友達は手は空いてないかと聞くと理由をつけて断られてしまう。そうした周囲とのズレに合わせようとするが、ストレスは体調にあらわれる。

## 書誌情報
- 春瀬サク 『ひとりじゃないこと』 〈講談社コミックスなかよし〉、全1巻
  1. 2008年7月4日発売[1]、『なかよしラブリー』2007年春の号、初夏の号、夏の号、秋の号、ISBN 978-4-06-364190-5
    - 番外編 きみがいること（描きおろし）